# Geogarypus pisinnus
Espèce
Geogarypus pisinnus est une espèce de pseudoscorpions de la famille des Geogarypidae.

## Distribution
Cette espèce est endémique du Territoire du Nord en Australie.

## Description
Les mâles mesurent de 1,3 à 1,4 mm et les femelles de 1,7 à 1,8 mm.

## Publication originale
- Harvey, 1986 : The Australian Geogarypidae, new status, with a review of the generic classification (Arachnida: Pseudoscorpionida). Australian Journal of Zoology, vol. 34, p. 753-778.